# Sunshine
Sunshine (zkráceně Suns nebo Sunz)[zdroj?] byla česká indie rocková hudební skupina založená roku 1994 v Táboře. Krátce po svém vzniku její členové odcestovali do USA, kde nahrávali desky a koncertovali. Proslavila se divokým pojetím svých vystoupení.[zdroj?] Patřila mezi přední české kytarové skupiny.[zdroj?] Odehrála stovky vystoupení, koncertovala v USA, Anglii, Německu, Francii, Rusku nebo Japonsku.[zdroj?] V roce 2006 předskakovala skupině Depeche Mode v Bratislavě.[zdroj?] Ukončila činnost v roce 2014.

## Historie

### Začátky
Ačkoli vznikli v Táboře, kromě Amáka z tohoto města nikdo nepocházel.[zdroj?] Kay byl ze Sezimova Ústí, Jirka ze Strakonic a Dan ze Soběslavi. V Táboře však všichni pracovali, konkrétně v obchodě s deskami Archys. Tehdy tříčlenní Sunshine (Kay, Dan, Márty) začali postupně koncertovat a vydávat na místním labelu Day After z Aše, který měl dobré jméno po celé Evropě.[zdroj?] Zlom přišel v momentě, kdy se na koncertu v Německu potkali se šéfem amerického vydavatelství GSL Sonnym Kayem.[zdroj?] Ten se rozhodl jejich první desku Hysterical Stereo Loops, Beasts And Bloody Lips licencovat do USA a v roce 1998 jim zajistil první americké turné společně s dalšími skupinami z jeho labelu. Když jeli do Států podruhé, odehráli řadu koncertů i s At The Drive-In, z nichž se později stala jedna z nejuznávanějších kapel americké indie scény.[zdroj?]

### Moonshower and Razorblades

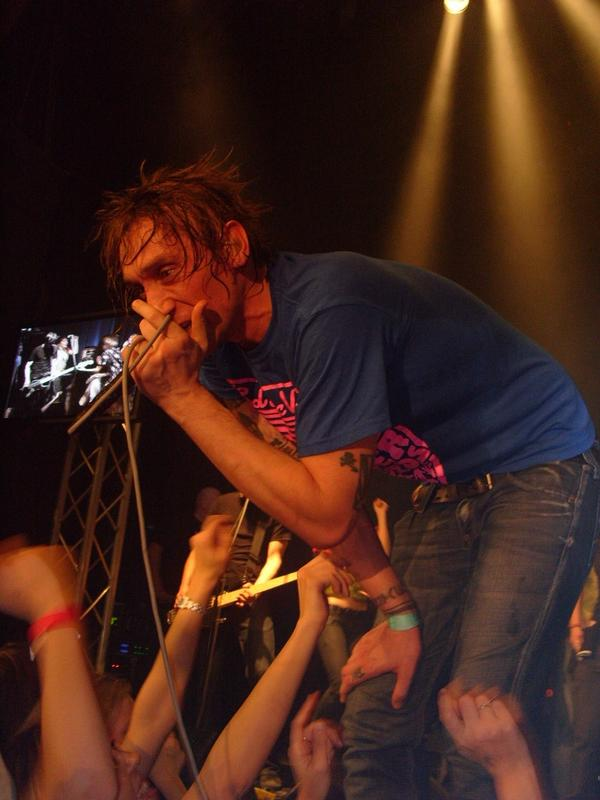
Karel Buriánek během koncertu (2008)

Na podzim 2002 opustil kapelu basista Márty, soubor oživili téměř o deset let mladší kytaristi Jiří a Amák.[zdroj?] Začala éra Moonshower and Razorblades. O Sunshine se tehdy psalo jako o "nejslavnější české kapele, kterou v Česku nikdo nezná". Zatímco v zahraničí měla velké jméno a střemhlav mířila mezi rockové hvězdy, domácími médii byla neustále bez ostychu opomíjena. Důkazem budiž fakt, že kapelu získala pro svůj label Custard Records Linda Perry, bezesporu jedna z nejvlivnějších osob americké pop music (produkovala např. singly Pink – Get The Party Started, Christina Aguilera – Beautiful a Gwen Stefani – What You're Waiting For). Tato deska měla původně vyjít v USA i Anglii, ale nakonec se tak nestalo. Pro album se nepodařilo najít distribuci, nakonec vyšlo v Japonsku a v Česku, kde bylo velmi dobře přijato. "Vampire's Dance Hall" nebo závěrečná "Riot of Misfits", to je takový rock 'n' roll, že se vám zatmí před očima jako po ráně palcátem od Jana Žižky, psal server musiczone.cz a přidal nejvyšší hodnocení. Touto deskou dokázali, že ve srovnání s tuzemskou nezávislou scénou jsou přinejmenším výjimeční, ani ne pro to, kolik toho už dokázali, jako pro svou excentrickou image a hlavně špinavý, syrový a naprosto nekompromisní sound, jenž mimochodem zněl světově. Mezi největší hity se zařadily písně s odkazy na Joy Division – "Victim Is Another Name For Lover" a "What You've Got".

### Dreamer

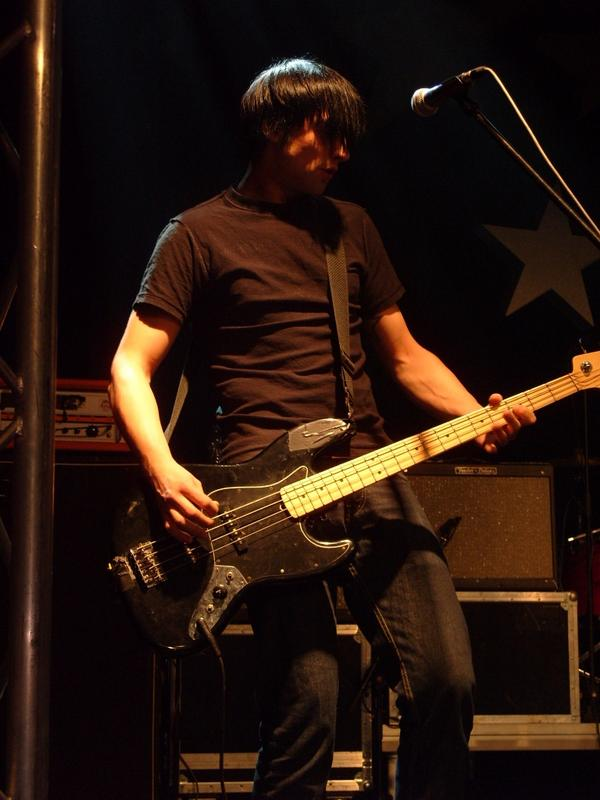
Bývalý baskytarista Amák

Deska Dreamer následovala Moonshower and Razorblades z roku 2005 a i když se mnohé změnilo ve stylu či náladě skladeb, nasazení a styl práce zůstávaly. Album se natáčelo celé čtyři měsíce mezi Prahou, Londýnem a Los Angeles. K částečné spolupráci si znovu přizvali osvědčeného producenta Bernda Burgdorfa (mj. Pink, Green Day, Juliette and the Licks) a zjemňující vliv na finálním zvuku nahrávky sehrála i účast Jamese Cooka, frontmana britských elektro-rockových Nemo. Po elektro-punkovém extempore se Sunshine vrátili k jemnějším kytarovým melodiím, otevřeně se hlásili ke kapelám The Cure a Bloc Party.
V dubnu 2007 následovalo turné "Who Will Raise The Rabbits?" po celé ČR doplněné dvěma vystoupeními v Bratislavě. Vydání alba Dreamer v Japonsku (na labelu Fabtone) podpořili Sunshine dvěma vydařenými koncerty v Tokiu, a to 1. listopadu v klubu Liquid Room, kde vystupovaly kapely jako Bloc Party, The Enemy či Nightwish, a o den později v klubu Sinjuku Marz. 16. listopadu odehráli koncert v neméně prestižním moskevském klubu Apelsin. Poté se přesunuli do Budapešti a koncertní rok 2007 zakončili 6. prosince v zaplněné Lucerně.
Začátkem února 2008 se objevila zpráva, že singl "Top! Top! The Radio!" překonal na jejich MySpace profilu již sto tisíc poslechů, a zařadil se tak mezi nejposlouchanější skladby českých interpretů vůbec. Sunshine dominovali na cenách hudebního časopisu Filter – stali se českou kapelou roku a, oceněna byla i deska Dreamer. Ve hře měli i dvě nominace na hudební ceny Anděl vyhlašované Akademií populární hudby.
Z kapely 'odešel' basák Amák, kterého nahradil Tuzex Christ, známý z bývalé gothic-rockové skupiny Porno Cowboyové a též již nefunkční indie-punkové kapely Scissorhands a Super Tuzex Bros. Michal Šťastný měl i nadále spolupracovat s kapelou, ovšem spíš jako jakýsi 'producent' jejich dalších desek, chtěl totiž spíš vypomáhat ve studiu (a to nejen u SunZ) než koncertovat.[zdroj?]

### MGKK Telepathy
Skupina zakončila nabitý rok 12. prosince 2008 koncertem v Děčíně, poté se z pódií nakrátko vytratili, aby se mohli věnovat i s nedávno přijatým Tuzexem přípravě nové desky, která měla vyjít u nezávislého hudebního vydavatelství X Production. Svým fanouškům poslali vánoční dárek v podobě „tajného“ vystoupení v pražském klubu Chapeau Rouge (21. prosince 2008). Od nového roku poctivě sjížděli kluby po celé ČR, na léto oznámili účast na osmnácti festivalech počínaje táborským Planet Festivalem. Nakonec v květnu 2009 vydali nové album MGKK Telepathy na brněnském labelu X Production.

### Karmageddon
Na začátku roku 2011 se kapela zavřela na dva týdny do pražského a následně do berlínského studia, aby připravila novou desku, jejímž datem vydání byl květen 2011. Na desce spolupracovala dvojice producentů – Dušan Neuwerth a Bernd Burgdorf. Deska vyšla na labelu Sony Music.[zdroj?]

## Obsazení
- Karel 'Kay' Buriánek – kytara, murmur a fistule
- Jiří Kouba – kytara, pomocné vokály
- Pavel 'Tuzex Christ' Litvaj – basová kytara, pomocné vokály, foukací i tahací harmonika a lesní roh
- Daniel Bláha – bicí, pařez a řidič

## Diskografie

### Studiová alba
- 1996 – Nice Songs From The Shadow Under Room[14]
- 1998 – Hysterical Stereo Loops, Beasts And Bloody Lips (Day After)
- 1999 – Velvet Suicide (Day After)
- 2001 – Necromance (Day After)
- 2005 – Moonshower and Razorblades (Universal Music)
- 2007 – Dreamer (Universal Music)
- 2009 – MGKK TELEPATHY (X Production)
- 2011 – Karmageddon (Sony Music)

### EP
- 2004 – Electric! Kill! Kill!

### Ostatní
- 2000 – Sunshine & No Knife
- 2005 – Love
- 2006 - Love + 2
- 2007 – I Heard A Rumour About Yo